# Регенеративний теплообмінник
Регенеративний теплообмінник, або частіше регенератор, є типом теплообмінника, де тепло від гарячої рідини періодично зберігається в теплоносій, перш ніж воно буде передано холодній рідині. Для цього гаряча рідина приводиться в контакт з теплоносієм, потім рідина витісняється холодною рідиною, яка поглинає тепло.
У регенеративних теплообмінниках рідина з обох боків теплообмінника може бути однаковою. Рідина може проходити зовнішню стадію обробки, а потім повертатися через теплообмінник у протилежному напрямку для подальшої обробки. Зазвичай програма використовує цей процес циклічно або багаторазово.

Двигун Стірлінга, регенератор знаходиться зліва в трубі між гарячою та холодною камерами

Тиск p як функція об'єму V в ідеальному двигуні Стірлінга.

Регенеративне опалення було однією з найважливіших технологій, розроблених під час промислової революції, коли його використовували в процесі гарячого дуття в доменних печах. Пізніше його використовували в склоплавильних печах і виробництві сталі, щоб підвищити ефективність мартенівських печей, а також у котлах високого тиску, хімічних та інших сферах застосування, де він продовжує бути важливим і сьогодні.

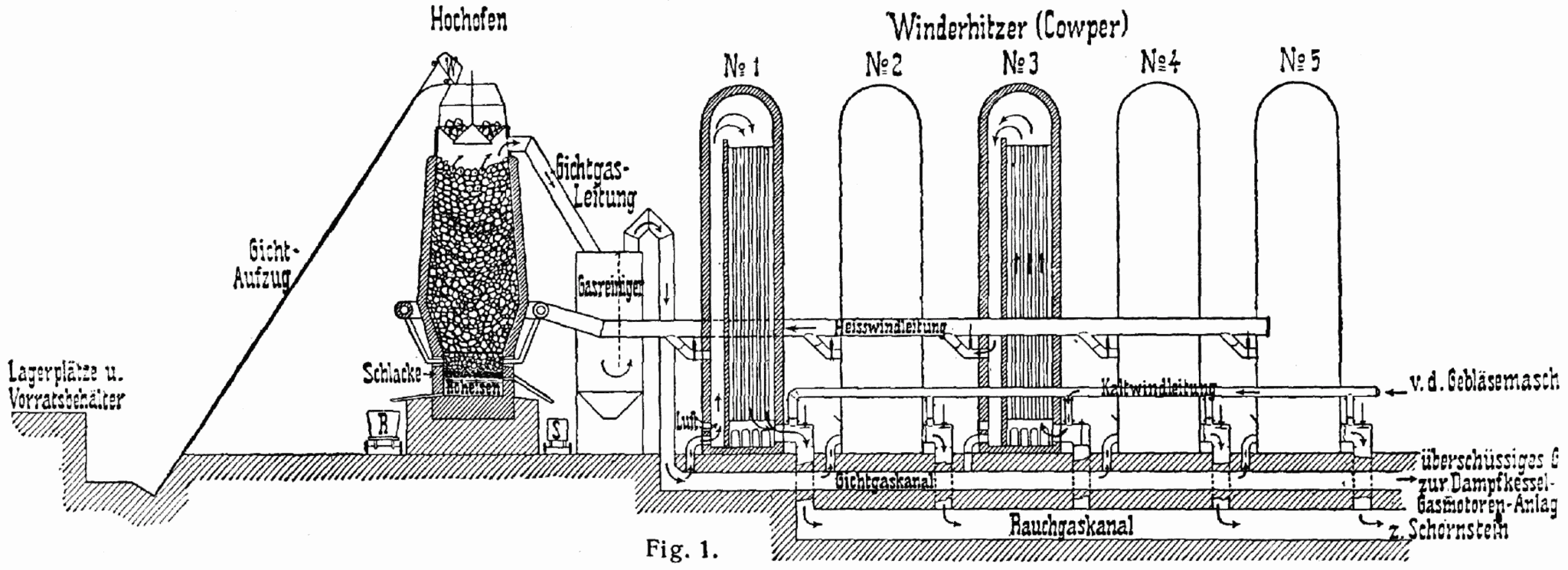
П'ять послідовно з'єднаних рекуперативних теплообмінників Cowper.